# Họ Kỳ giông
Họ Kỳ giông, họ Sa giông hay họ Cá cóc (Salamandridae) là một họ kỳ giông gồm các loài kỳ giông thực sự và sa giông. Hiên tại, 74 loài (có thể nhiều hơn) đã được công nhận. Họ Salamandridae khá đa dạng, gồm các loài sống dưới nước lẫn trên cạn và phân bố tại khắp Bắc bán cầu - Châu Âu, Châu Á, cực bắc của Châu Phi và Bắc Mỹ. Chúng được phân biệt với các loài kỳ giông khác bởi sự thiếu các đường gân hoặc rãnh dọc hai bên cơ thể và bởi lớp da thô ráp của chúng. Da của chúng có rất nhiều hột nhỏ do số lượng tuyến độc trên mình chúng. Chúng cũng thiếu rãnh mũi má. Đa số các loài họ Salamandridae đều có mí mắt cử động được nhưng không có tuyến lệ. Họ này được nhà động vật học người Đức Georg August Goldfuss (1782-1848) mô tả lần đầu vào năm 1820.
Trong tiếng Việt, do tên gọi gần giống nhau, nhiều người thường nhầm lẫn giữa các loài "kỳ giông" lưỡng cư với các loài "kỳ nhông" của chi Leiolepis thuộc lớp Bò sát.

## Phân loại học
Việc phân loại các loài lưỡng cư tương đối phức tạp và luôn thay đổi. Họ Salamandridae cũng luôn là đối tượng của việc tái phân loại ở góc độ khoa học, nhờ vào những tiến bộ trong ngành phát sinh loài. Hiện tại họ Salamandridae được chia một cách không chính thức thành hai nhóm: nhóm các loài "kỳ giông" ("true salamanders") bao gồm các chi Chioglossa, Lyciasalamandra, Mertensiella và Salamandra) và nhóm "sa giông" ("newts") bao gồm các chi còn lại. Mặc dù hai nhóm này không được coi là hai phân loại khoa học riêng biệt, các nghiên cứu trên phát sinh loài đối với họ này đã khẳng định nguồn gốc đơn ngành của hai nhóm này, và chúng có thể được coi là các phân họ của họ Salamandridae.
Rất nhiều chi và loài trong họ Salamandridae đang được giới khoa học tranh luận sôi nổi. Chẳng hạn chi Triturus chứa các loài sa giông theo nghĩa hẹp (strictu senso) thì ngày nay được coi là đa ngành và hiện đang được tái sắp xếp, hay như loài Kỳ giông lửa (S. salamandra) mà một số phân loại khoa học trước đây đã coi là phân loài, bây giờ lại được nâng cấp hoàn toàn lên mức loài.
Vị trí của chi Salamandrina hiện chưa được chính thức công nhận, tuy vậy người ta có thể coi chúng không thuộc về nhóm các loài kỳ giông thực sự, cũng như không thuộc về nhóm các loài sa giông nói ở trên. Chi này thực sự làm một nhánh tách biệt hẳn với hai nhóm trên.

### Danh sách các chi và loài
Các nghiên cứu gần đây cho phép mô tả chính xác phát sinh loài của một số chi trong họ Salamandridae, từ đó dẫn đến một thay đổi trong phân loại khoa học. Chi Mertensiella trở thành đơn loài, Mertensiella luschani được đổi tên thành Lyciasalamandra gen. nov. luschania. Chi Triturus cũng đang được sắp xếp lại, các nghiên cứu phát sinh loài gần đây đã xem xét lại tính đơn ngành của cách phân loại này.
Các chi Chioglossa, Lyciasalamandra, Mertensiella và Salamandra được xếp vào phân họ (họ phụ) Salamandrinae, các chi còn lại nằm trong phân họ Pleurodelinae.
- Họ Salamandridae
  - Phân họ Pleurodelinae (cá cóc, sa giông)
    - Chi Calotriton (Sa giông suối Tây Ban Nha) - 2 loài
      - Calotriton arnoldii: Sa giông suối Montseny
      - Calotriton asper: Sa giông suối Pyrénées

    - Chi Cynops - 7 loài
      - Cynops chenggongensis: Sa giông Trình Cống
      - Cynops cyanurus: Sa giông Sở Hùng hay sa giông đuôi xanh
      - Cynops ensicauda: Sa giông đuôi kiếm Nhật Bản
      - Cynops orientalis: Sa giông bụng đỏ Trung Quốc
      - Cynops orphicus: Sa giông Đại Dương
      - Cynops pyrrhogaster: Sa giông bụng đỏ Nhật Bản
      - Cynops wolterstorffi: Sa giông hồ Vân Nam

    - Chi Echinotriton - 2 loài
      - Echinotriton andersoni: Sa giông cá sấu Anderson
      - Echinotriton chinhaiensis: Sa giông gai Trấn Hải

    - Chi Euproctus - 3 loài
      - Euproctus montanus: Sa giông suối Corse
      - Euproctus platycephalus: Sa giông suối Sardegna

    - Chi Lissotriton (Sa giông thân nhỏ) - 5 loài
      - Lissotriton boscai: Sa giông Bosca
      - Lissotriton helveticus: Sa giông chân màng
      - Lissotriton italicus: Sa giông Ý
      - Lissotriton montandoni: Sa giông Carpathia
      - Lissotriton vulgaris: Sa giông thường

    - Chi Mesotriton (Sa giông núi Alps) - 1 loài
      - Mesotriton alpestris: Sa giông núi Alps

    - Chi Neurergus (Sa giông đốm) - 4 loài
      - Neurergus crocatus: Sa giông đốm vàng
      - Neurergus kaiseri: Sa giông đốm Kaiser
      - Neurergus microspilotus: Sa giông đốm Kurdistan
      - Neurergus strauchii: Sa giông đốm Strauch

    - Chi Notophthalmus (Sa giông phương Đông) - 3 loài
      - Notophthalmus meridionalis: Sa giông đốm đen
      - Notophthalmus perstriatus: Sa giông vằn
      - Notophthalmus viridescens: Sa giông phương Đông

    - Chi Ommatotriton - 2 loài
      - Ommatotriton ophryticus: Sa giông sọc phương Bắc
      - Ommatotriton vittatus: Sa giông sọc phương Nam

    - Chi Pachytriton - 2 loài (và hơn 4 loài khác đang được xem xét)
      - Pachytriton brevipes: Sa giông đuôi mái chèo đốm
      - Pachytriton labiatus: Sa giông đuôi mái chèo
      - khoảng hơn 4 loài chưa được mô tả chi tiết. Hiện gọi là Pachytriton A, B, C & D.

    - Chi Paramesotriton - 7 loài
      - Paramesotriton caudopunctatus: Cá cóc đuôi đốm
      - Paramesotriton chinensis: Cá cóc Trung Hoa
      - Paramesotriton deloustali: Cá cóc Tam Đảo, cá cóc bụng hoa, sa giông bụng hoa (có ở Việt Nam)
      - Paramesotriton fuzhongensis: Cá cóc Phú Chung
      - Paramesotriton guanxiensis: Cá cóc Quảng Tây (có ở Việt Nam)
      - Paramesotriton hongkongensis: Cá cóc Hồng Kông
      - Paramesotriton laoensis: Cá cóc Lào

    - Chi Pleurodeles - 3 loài sa giông gân
      - Pleurodeles nebulosus: Sa giông gân Algérie
      - Pleurodeles poireti: Sa giông gân Edough
      - Pleurodeles waltl: Sa giông gân Tây Ban Nha

    - Chi Salamandrina - 2 loài
      - Salamandrina terdigitata: Kỳ giông kính phương Nam
      - Salamandrina perspicillata: Kỳ giông kính phương Bắc

    - Chi Taricha - 3 loài
      - Taricha granulosa: Sa giông da nhám
      - Taricha rivularis: Sa giông bụng đỏ
      - Taricha torosa: Sa giông California

    - Chi Triturus - 7 loài sa giông mào (ở con đực)
      - Triturus carnifex: Sa giông mào Ý
      - Triturus cristatus: Sa giông mào phương Bắc
      - Triturus dobrogicus: Sa giông mào Danub
      - Triturus karelinii: Sa giông mào phương Nam
      - Triturus marmoratus: Sa giông cẩm thạch
      - Triturus pygmaeus: Sa giông cẩm thạch lùn

    - Chi Tylototriton (Sa giông sần) - 8 loài
      - Tylototriton asperrimus: Cá cóc sần, cá cóc Mẫu Sơn (có ở Việt Nam)
      - Tylototriton hainanensis: Sa giông sần Hải Nam
      - Tylototriton kweichowensis: Sa giông sần đuôi đỏ
      - Tylototriton notialis: Cá cóc sần Lào
      - Tylototriton shanjing: Sa giông sần đỏ
      - Tylototriton taliangensis: Sa giông sần Đại Lương
      - Tylototriton verrucosus: Sa giông sần (có ở Việt Nam)
      - Tylototriton vietnamensis: Cá cóc Việt Nam, sa giông Việt Nam (có ở Việt Nam)
      - Tylototriton wenxianensis: Sa giông sần huyện Văn
      - Tylototriton ziegleri: Cá cóc Ziegler (có ở Việt Nam)

  - Phân họ Salamandrinae (kỳ giông)
    - Chi Chioglossa - 1 loài
      - Chioglossa lusitanica: Kỳ giông vằn vàng

    - Chi Lyciasalamandra - 7 loài
      - Lyciasalamandra anatlyana: Kỳ giông tây nam Anatolia
      - Lyciasalamandra atifi: Kỳ giông nam Anatolia
      - Lyciasalamandra billae: Kỳ giông núi Saricinar Daglari
      - Lyciasalamandra fizilae: Kỳ giông duyên hải Anatolia
      - Lyciasalamandra flavimembris: Kỳ giông Marmaris-Ula
      - Lyciasalamandra helverseni: Kỳ giông Karpathos-Kasos
      - Lyciasalamandra luschani: Kỳ giông Luschan

    - Chi Mertensiella - 1 loài
      - Mertensiella caucasica: Kỳ giông Kavkaz

    - Chi Salamandra (kỳ giông lửa) - 6 loài
      - Salamandra algira: Kỳ giông lửa Algérie
      - Salamandra atra: Kỳ giông núi Alps
      - Salamandra corsica: Kỳ giông lửa Corse
      - Salamandra infraimmaculata: Kỳ giông lửa Cận Đông
      - Salamandra lanzai: Kỳ giông lửa Lanza
      - Salamandra salamandra: Kỳ giông lửa

## Đặc tính sinh học

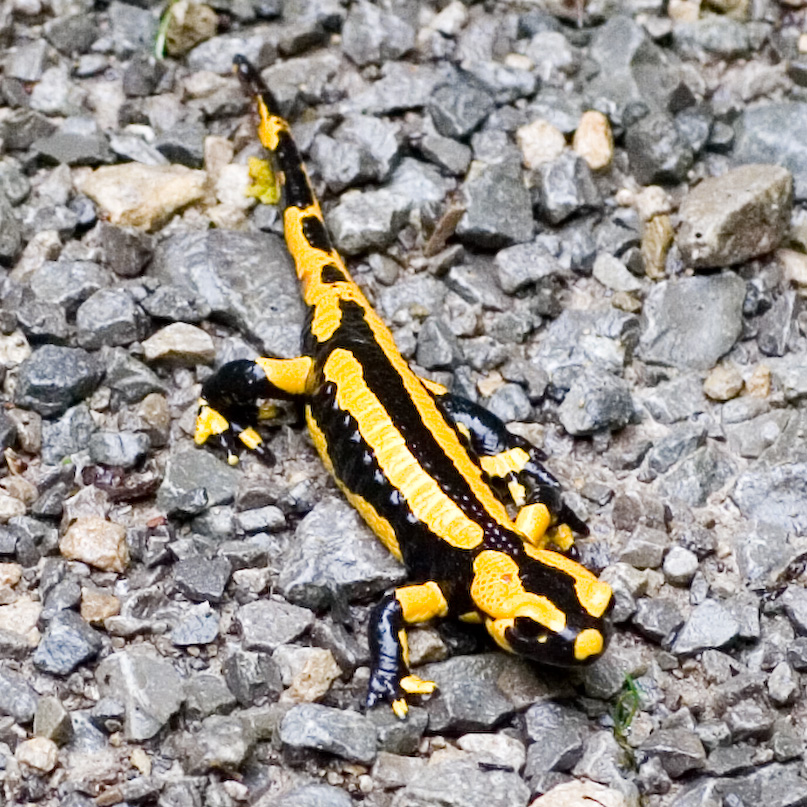
Kỳ giông lửa cảnh báo kẻ thù về độc chất của mình với màu da hết sức sặc sỡ.

Họ Salamandridae rất đa dạng về đặc điểm hình thái học cũng như về khả năng thích nghi sinh thái và sinh hoạt (ăn uống, sinh hoạt tình dục và sinh sản). Gần như toàn bộ các loài của họ này đều có ấu trùng sống trong nước, ngoại trừ một số loài "kỳ giông thực sự" như kỳ giông đen (Salamandra atra) sinh con có phổi hoàn chỉnh, có thể sống trên cạn ngay sau khi được sinh ra. Các cá thể trưởng thành của họ này thông thường đều sống kiểu hai giai đoạn, dưới nước và trên cạn, tỷ lệ hai giai đoạn này khác nhau tùy theo chi. Nhóm các "kỳ giông thực sự" (các chi Chioglossa, Salamandra, Lyciasalamandra) cho thấy xu hướng rõ nét trong việc thích nghi với đời sống trên cạn trong nhiều tập tính như: sinh sản (từ bằng trứng, cho đến qua bào thai hoàn toàn như loài Salamandra atra), ăn uống (biến đổi cơ quan miệng để thích hợp với ăn uống trên cạn). Nhóm các loài sa giông và cá cóc thì có đời sống sinh thái và sinh học phù hợp với môi trường nước hơn. Thụ tinh trong nhưng không có giao phối: con đực đặt túi tinh nhỏ trên hoặc gần con cái, con cái lộn huyệt ra ngoài để nhận túi tinh này. Các cơ chế ăn uống cũng khác với các loài kỳ giông thực sự, với cơ quan miệng thích hợp với môi trường nước.
Người ta phân biệt bốn nhóm có đặc tính tình dục khác nhau theo chi. Ở chi Mertensiella, Salamandra, Pleurodeles và Tylototriton, con đực giữ con cái bằng mặt bụng. Túi tinh được đặt khi con đực còn ôm chặt con cái cho đến khi thụ tinh xong. Ở các chi Bắc Mỹ Notophthalmus và Taricha con đực ôm con cái bằng mặt lưng. Con đực thuộc chi Euproctus và Calotriton thì giữ con cái bằng đuôi và túi tinh được đặt lên trên, hoặc gần thân con cái, hoặc được đặt vào miệng lỗ huyệt con cái. Đối với nhóm cuối cùng thì không có sự tiếp xúc trực tiếp giữa hai cơ quan sinh dục (Cynops, Neurergus, Paramesotriton, Pachytriton và Triturus).
Tất cả các loài trong họ này đều tiết ra các chất độc từ da với các mức độ khác nhau tùy loài. Nhiều loài có màu sắc sặc sỡ để cảnh báo kẻ thù của chúng (ví dụ rõ ràng nhất là loài kỳ giông lửa với các đốm vàng trên lớp da màu đen).

## Phân bố

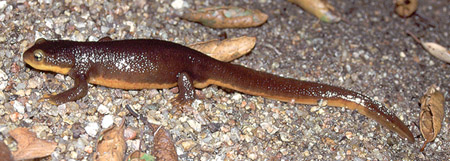
Các cóc California Taricha torosa, sống ở ven biển California và Sierra Nevada Hoa Kỳ.

Họ Salamandridae phân bố rộng nhất trong số các động vật có đuôi, chủ yếu ở các vùng có khí hậu ôn đới - châu Âu, châu Á, và rìa tây bắc của châu Phi và Bắc Mỹ, cực bắc của México. Công viên quốc gia Great Smoky Mountains (Mỹ) có 27 loài kỳ giông khác nhau.